# Artanema longifolium
Artanema longifolium är en tvåhjärtbladig växtart som först beskrevs av Carl von Linné, och fick sitt nu gällande namn av Wilhelm Vatke. Artanema longifolium ingår i släktet Artanema och familjen Linderniaceae. Utöver nominatformen finns också underarten A. l. amplexicaule.